# Westward Ho!
Westward Ho! – wieś w Wielkiej Brytanii, w Anglii w hrabstwie Devon, w dystrykcie Torridge, w civil parish Northam, nad Oceanem Atlantyckim. Ośrodek wypoczynku letniego o znaczeniu ponadregionalnym. Ośrodek sportowo-rekreacyjny (golf). Połączenie autobusowe z Londynem.

## Nazwa
Nazwa miasta pochodzi od tytułu powieści Charlesa Kingsleya, stąd wykrzyknik w nazwie jest jej integralną częścią. Jest prawdopodobnie jednym z dwóch miast na świecie z wykrzyknikiem w nazwie, drugie to kanadyjskie Saint-Louis-du-Ha! Ha!.

## Miasta partnerskie
- Buddenstedt
- Mondeville